# فيك فيري
فيك فيري هو سياسي أسترالي، ولد في 11 يناير 1922 في ألباني في أستراليا، وتوفي في 29 يوليو 2007 في Merriwa, Western Australia ‏ في أستراليا. نشط حزبياً في حزب أستراليا الليبرالي. وقد انتخب Member of the Western Australian Legislative Council ‏ عن دائرة South-West Province (Western Australia) ‏ (22 مايو 1965 – 24 يوليو 1987).